# Walter Tausendpfund

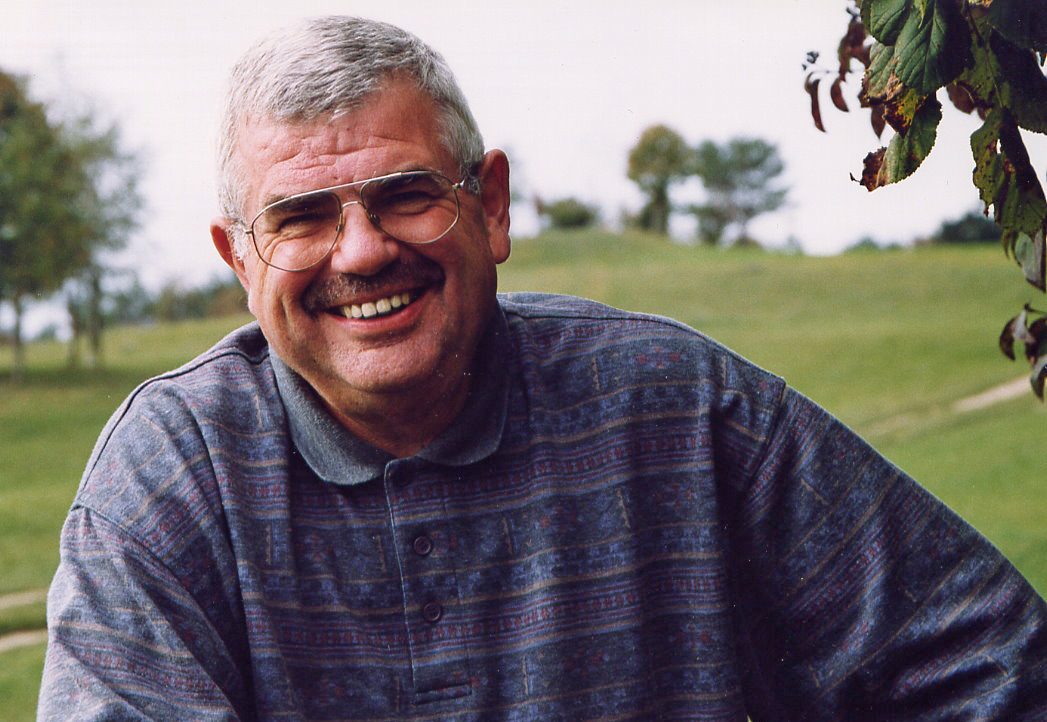
Walter Tausendpfund

Walter Tausendpfund (geboren 1944) ist ein deutscher Heimat- und Regionalforscher sowie fränkischer Mundartautor und -sprecher.

## Leben
Tausendpfund wuchs in Allersberg auf und lebt im oberfränkischen Pegnitz, wo er bis 2006 als Lehrer für die Fächer Geschichte, Deutsch und Sozialkunde am Gymnasium tätig war.
Auf der Grundlage seiner Ausbildung und den schulischen Erfahrungen arbeitete er u. a. an kürzeren und längeren wissenschaftlichen Abhandlungen zu verschiedenen heimat- und regionalgeschichtlichen Themen mit.
Schwerpunkte dieser Arbeiten sind biographische Abhandlungen (z. B. zu Johann Michael Doser, Victor von Scheffel, Hans Max von Aufseß), Arbeiten zur Sozial- und Wirtschaftsgeschichte im 19. und 20. Jahrhundert, insbesondere Forschungen zur jüdischen Geschichte in der Fränkischen Schweiz sowie Ortsgeschichten.
Ausgehend von seiner Kindheit und Jugend auf dem Land, verfasst er u. a. in der Tradition des Nürnbergers Johann Conrad Grübel (1736–1809) lyrische, epische und dramatische Texte in fränkischer Mundart.
Über 30 verschiedene Anthologien enthalten mundartliche Texte von ihm.

## Veröffentlichungen

### Mitarbeit
- Wolf/Tausendpfund/Bruckner: Pegnitz – Bilder einer Stadt im Wandel. Pfeiffer Verlag, Hersbruck 1980.
- Wolf/Tausendpfund/Huß: Fränkische Schweiz-Landschaft und Menschen in alten Ansichten. Karl Pfeiffer’s Buchdruckerei und Verlag, Hersbruck 1982.
- (mit 11 weiteren Autoren): Pegnitz – 650 Jahre Stadt. Ellwanger Druck und Verlag, Pegnitz 2005, ISBN 3-925361-50-2.
- Tausendpfund: Kulturführer oberes Pegnitztal. Literarische Gesellschaft „Pegnitzschäfer“ e. V. Ellwanger, Bayreuth 2008, ISBN 978-3-925361-70-8.
- Tausendpfund: Fränkische Schweiz. Entdeckung einer reichen Kulturlandschaft. Bayreuth, Ellwanger Druck und Verlag, Bayreuth 2013, ISBN 978-3-943637-26-7.

### Beiträge in den beiden Schriftenreihen des Fränkische–Schweiz–Vereins
- Gerhard Philipp Wolf und Walter Die Fränkische Schweiz – Landschaft und Kultur. Band 3: Pegnitz – Veldensteiner Forst. Palm und Enke, Erlangen 1986, ISBN 3-7896-0072-5.
- Geschichtliche Streifzüge. Erlangen 1986, Band 11: Jüdisches Leben in der Fränkischen Schweiz. Erlangen 1997, ISBN 3-7896-0573-5.
- Döttel/Tausendpfund/Weisel: II. Die fränkische Schweiz – Heimatkundliche Beihefte. Band 19.
- Glanzpunkte der Fränkischen Schweiz. Palm und Enke, Erlangen 2007, ISBN 978-3-7896-0677-9.

### Mundartliche Beiträge im Eigenverlag
- Band 1: klane Breisele. Hersbruck 1981, 1983
- Band 2: Klane Stückle. Pegnitz 1982
- Band 3: wennsd denksd, bisd selbe schuld. Pegnitz 1983
- Band 4: Tierlesgschichdn. (Heiter–besinnliche Viechereien für Kinder und Erwachsene). Pegnitz 1984, 1987, 1991
- Band 5: Jede Dooch e Blooch. Hersbruck 1989
- Band 6: Wäi däi Hirdn am Feld. Pegnitz 1992
- Band 7: Es kenned soo...odde soo...odde ganz anders sai. Pegnitz 1994
- Band 8: E Blüümle, e Falde, e Schnegg und e Bladd. Kronach 1997
- Band 9: Kirschgardn. (Landschaftsbuch zur Fränkischen Schweiz). Kronach 2002
- Band 10: middn nai. (Zur fränkischen Lebenswelt). Kronach 2005
- Band 12: Bengeds-Bildle. Pegnitz 2011
- Band 13: naus. Kronach 2013
- Band 14: hald so e weng. Pegnitz 2018
- Band 15: undewegs. Pegnitz 2024[2]

### CDs
- „Quer durchs Joohr“ (Ein Gang durchs Jahr mit der Regnitztaler Saitenmusik) 1997
- „wenn dees ned weer“ (Besonderheiten unseres Lebens mit KnopfSaitenTrio und Erlanger Hausmusik) 2000
- „Erstaune, oh Himmel“ (Weihnachtstexte begleitet von diversen Volksmusikgruppen). 2006

## Ehrungen
- Ehrenmitglied der „Arbeitsgemeinschaft Mundart – Theater Franken e.V.“
- Silberne Medaille des Bezirks Oberfranken
- Frankenwürfel, Kulturpreis des Landkreises Bayreuth, des Fränkische-Schweiz-Vereins sowie des Frankenbundes[3]
- Silberne Bürgermedaille der Stadt Pegnitz.